# Rymosia plumosa
Rymosia plumosa är en tvåvingeart som beskrevs av Van Duzee 1928. Rymosia plumosa ingår i släktet Rymosia och familjen svampmyggor.
Artens utbredningsområde är Kalifornien. Inga underarter finns listade i Catalogue of Life.